# Новоархангельський краєзнавчий музей
Новоархангельський краєзнавчий музей — краєзнавчий музей у Новоархангельській громаді Кіровоградської області. Створений на базі Новоархангельського районного краєзнавчого музею в 2021 році.

## Загальні дані
Новоархангельський краєзнавчий музей міститься в будівлі Новоархангельского Будинку культури № 3 на другому поверсі та займає два великі зали.
Директор музею — Юрій Галкін.

## Історія музею
Заклад було створено відповідно до рішення Новоархангельської районної ради № 81 від 11 липня 2003 року.
В 2005 році музей став юридичною особою.

## Фонди, експозиція, відділи та діяльність

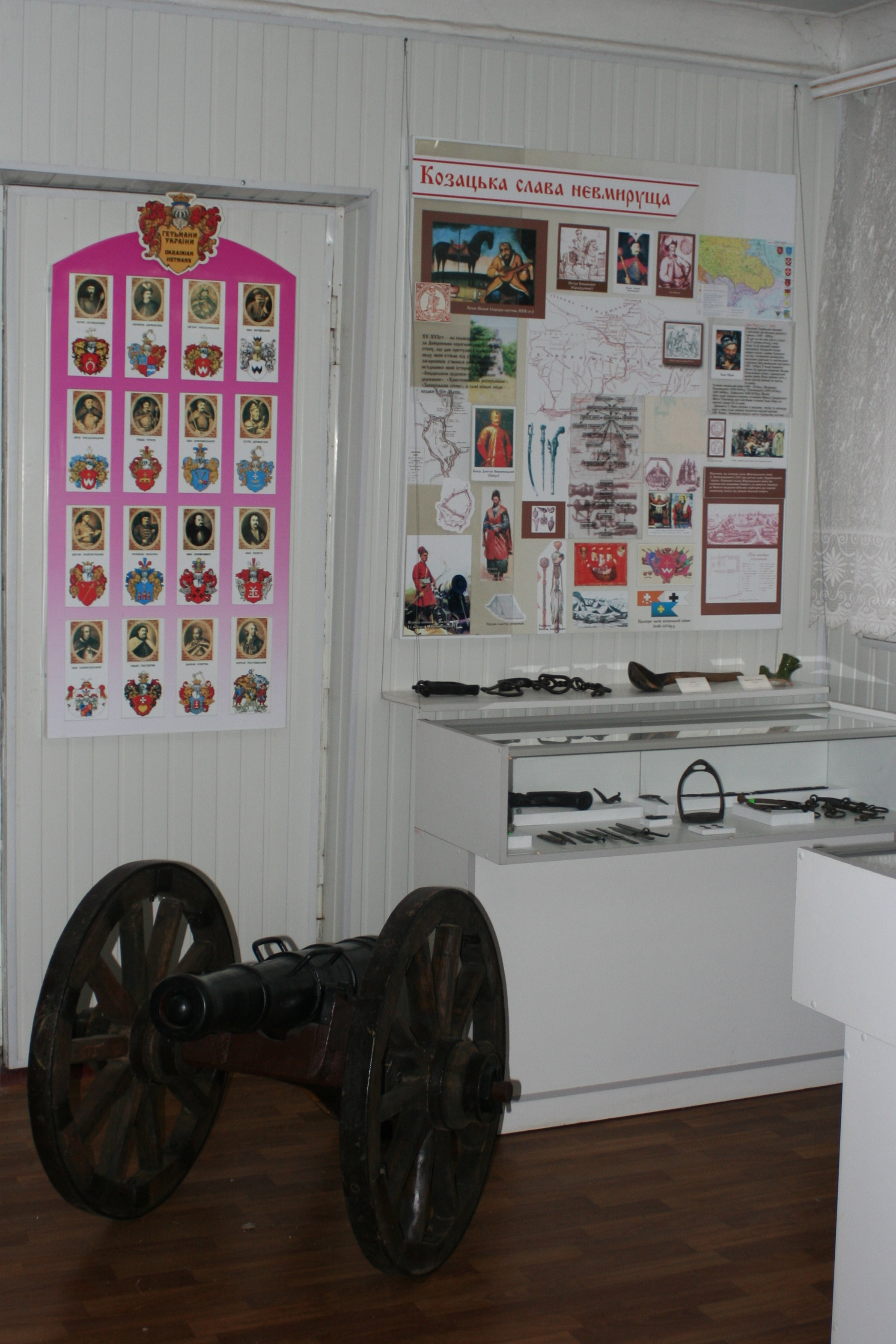
Експозиція, присвячена козацькій добі

В Новоархангельському краєзнавчому музею зберігається більше 5 тисяч експонатів основного та науково-допоміжного фондів.
До складу фондів належать археологічні, історичні, військові, декоративно-ужиткові, побутові, документальні та фотоколекції, що представляють природні умови району, його історію та культурне життя. 
Значну частину фондів музею складають матеріали про трипільські поселення-гіганти Володимирівка та Небелівка, золотоординське місто Ябгу, битву на Синіх Водах та Уманський котел. Вони були отримані в результаті історичних, археологічних, пошукових досліджень, які проводяться на території Новоархангельщини.
Експозиція музею висвітлює історію краю від появи перших людей на цій території і до сьогодення:
- В прадавні часи
- За часів України-Руси
- Під прапорами Литви
- Козацька слава невмируща
- Під владою імперії
- Українська революція
- У радянську добу
- Зелена Брама
- Незалежна Україна

В музеї постійно проводяться виставки на різноманітну тематику. 